# Magnus Ström
Magnus Ström (i riksdagen kallad Ström i Övertorneå), född 24 juli 1855 i Skellefteå, död 12 mars 1927 i Övertorneå, var en svensk landsfiskal och politiker (liberal).
Magnus Ström, som var son till en kronolänsman, var själv kronolänsman 1878–1909 och därefter landsfiskal från 1909. Han valdes också 1888 till kommunalstämmans ordförande i Övertorneå.
Han var riksdagsledamot i andra kammaren för Torneå domsagas valkrets 1909–1911 och tillhörde Frisinnade landsföreningens riksdagsgrupp Liberala samlingspartiet. I riksdagen var han bland annat vice ordförande i andra kammarens femte tillfälliga utskott 1911. Han ägnade sig bland annat åt fastighetslagstiftning. Han skrev fyra egna motioner, om bättre förmånsrätt för å fastighet belöpande landstingsskatt samt om järnvägsbyggande en fortsättning af Norra stambanan från Veittijärvi..
Röda Kvarn i Övertorneå är byggd av Magnus Ström. En gata i centrala Övertorneå är uppkallad efter honom.